# Rubus cantabrigiensis
Rubus cantabrigiensis är en rosväxtart som beskrevs av A.L.Bull och A.C.Leslie. Rubus cantabrigiensis ingår i släktet rubusar, och familjen rosväxter. Inga underarter finns listade i Catalogue of Life.